# 阿尔贝蒂塔

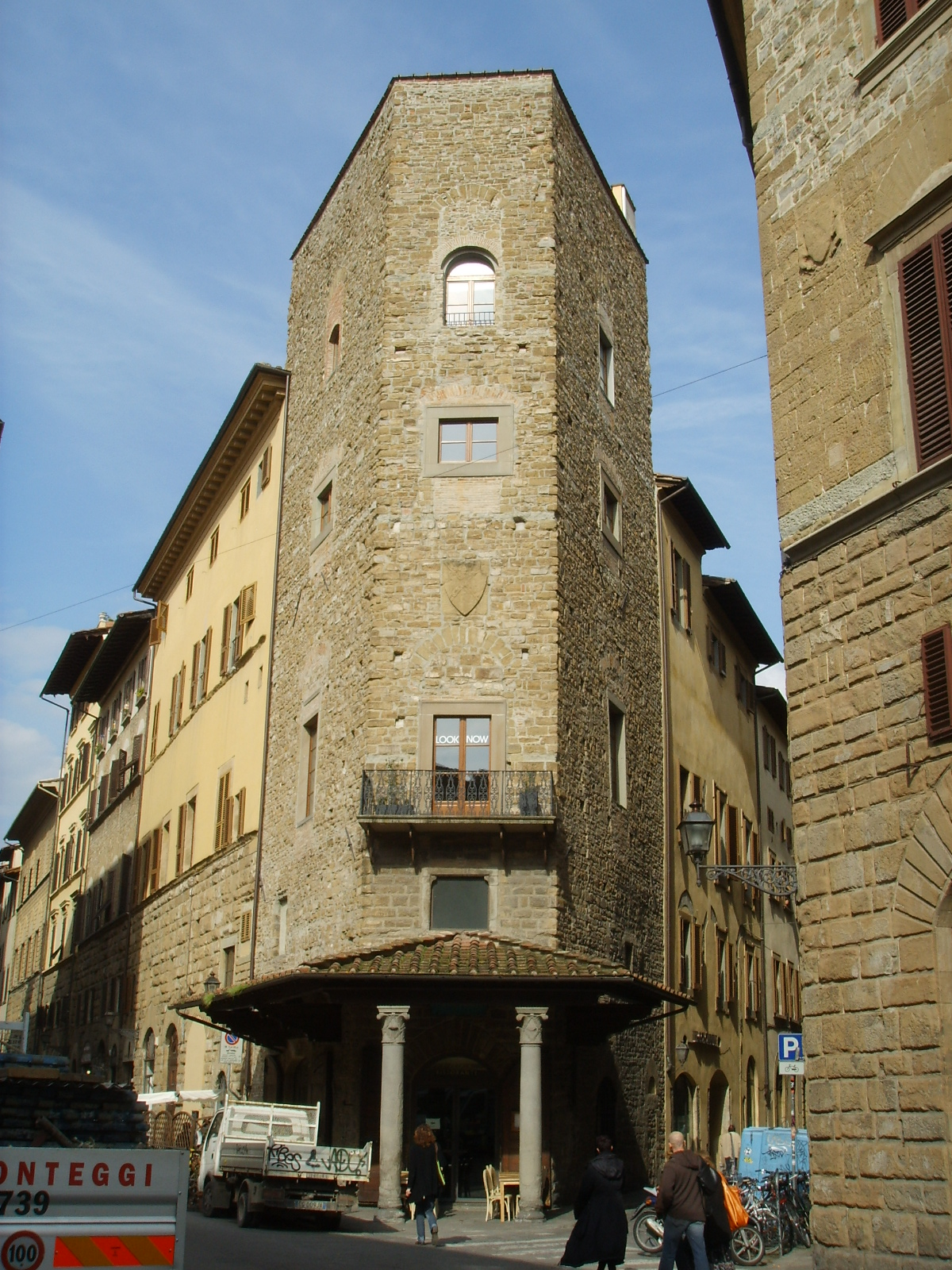
阿尔贝蒂塔

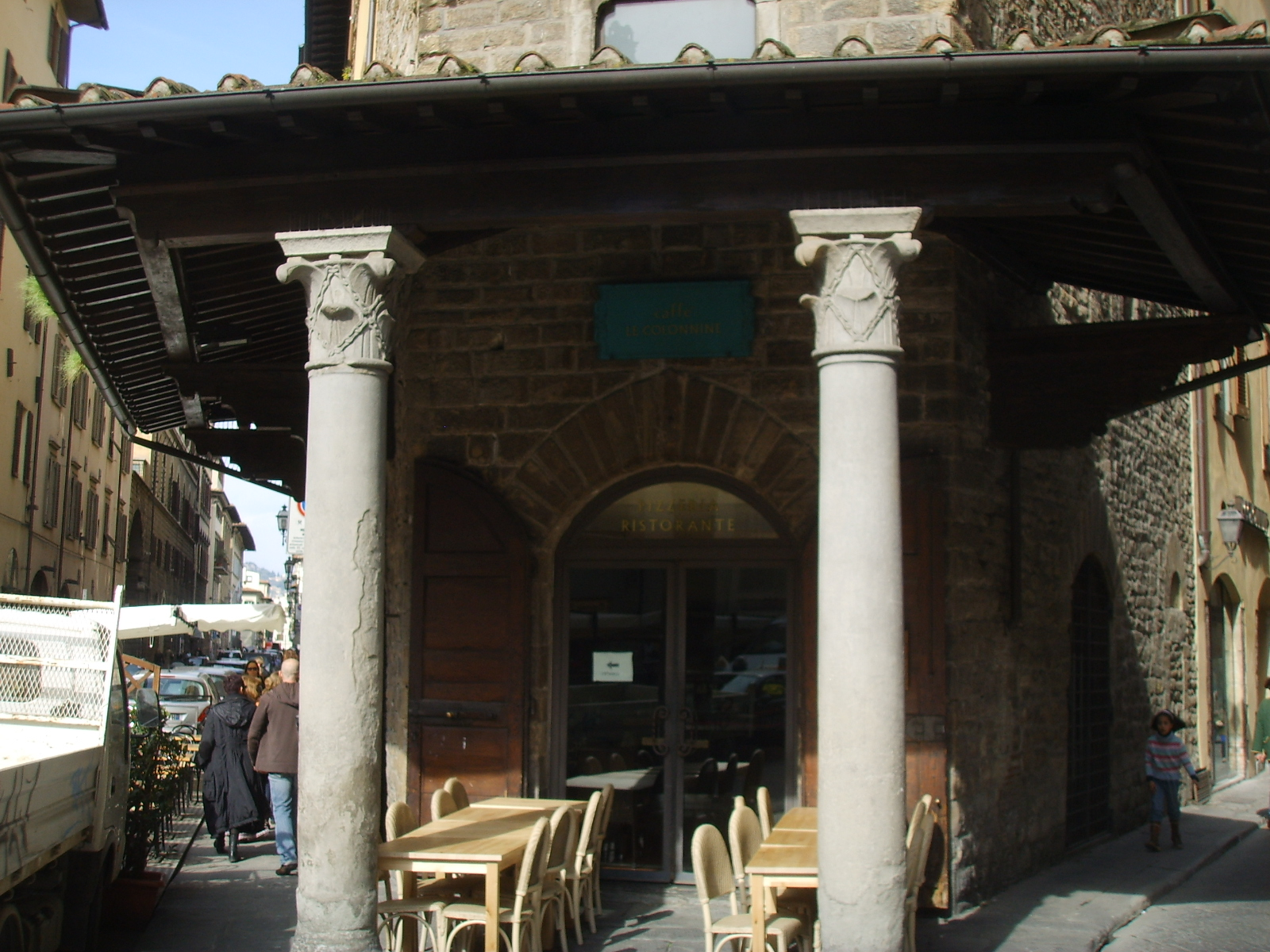

阿尔贝蒂塔（義大利語：Torre degli Alberti）是意大利佛罗伦萨一个中世纪塔楼。其平面为多边形，是中世纪佛罗伦萨最强大的家族之一，阿尔贝蒂家族的总部和住处。
塔旁曾有一条沟渠。附近的教堂名为沟渠圣雅各伯堂（San Jacopo dei Fossi）。底层有一15世纪小凉廊，柱子上有阿尔贝蒂族徽-- 两条交叉的链子。1836年该家族的佛罗伦萨分支消失，改属其他家族。它在1990年代修复。